# Upsilon Tauri
Upsilon Tauri (69 Tauri) é uma estrela na direção da constelação de Taurus. Possui uma ascensão reta de 04h 26m 18.39s e uma declinação de +22° 48′ 49.3″. Sua magnitude aparente é igual a 4.28. Considerando sua distância de 155 anos-luz em relação à Terra, sua magnitude absoluta é igual a 0.90. Pertence à classe espectral A8Vn. É uma estrela variável δ Scuti e é membro do aglomerado aberto Híades.